# Siniküla
Siniküla est un village de la commune de Laeva du comté de Viru-Est en Estonie.
Au 31 décembre 2011, il compte 91 habitants.